# Струнный квартет

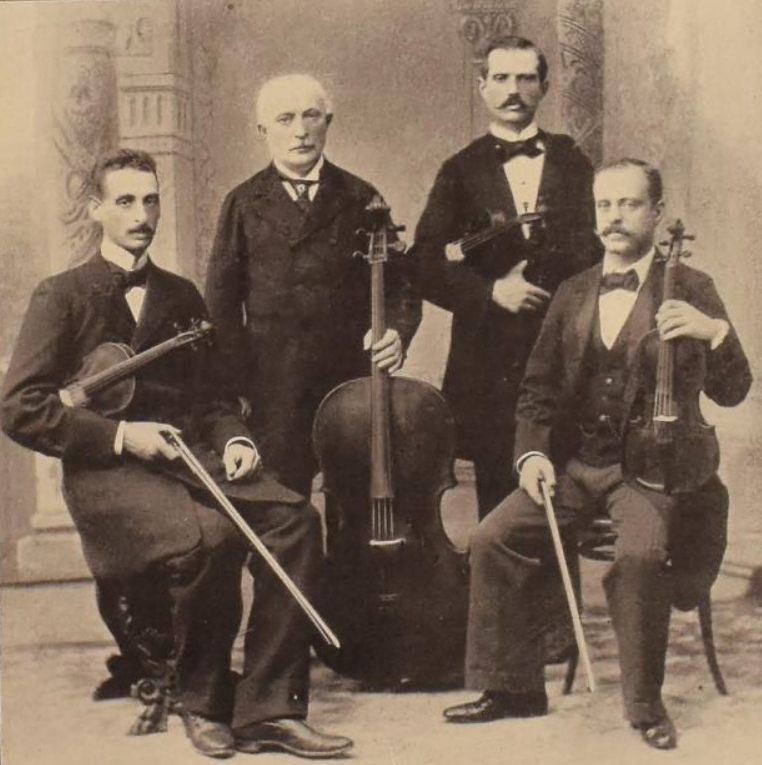
Болонский квартет (Италия, кон. XIX в.)

Струнный квартет — ансамбль академической музыки, состоящий из двух скрипок, альта и виолончели. Специально для него композиторами пишутся музыкальные произведения, называемые квартетами. В широком смысле струнный квартет может состоять из любого другого сочетания смычковых и щипковых музыкальных инструментов.

## История формы

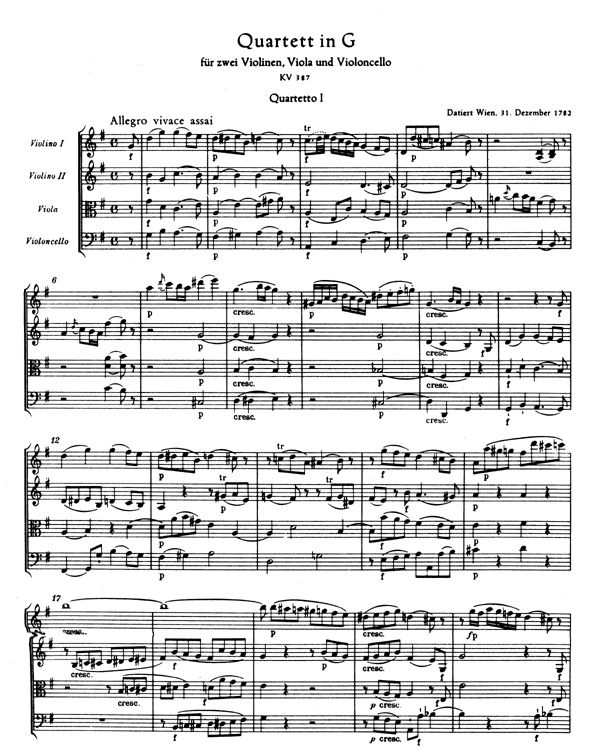
Начальные такты Квартета № 14 Вольфганга Амадея Моцарта (1782)

Форма струнного квартета кристаллизовалась в творчестве Йозефа Гайдна на основе популярных во второй половине XVIII века жанров камерной музыки (дивертисмент, кассация, серенада), генетически восходивших к танцевальной сюите. Гайдн кодифицировал квартет как четырёхчастную пьесу (до этого камерные ансамбли могли состоять из произвольного количества частей) и установил композиционную последовательность, аналогичную структуре симфонии: быстрая часть — медленная часть — менуэт — быстрый финал.
Эпоха венской классики стала для квартета эпохой расцвета, и вслед за Гайдном огромный вклад в развитие жанра внесли Моцарт, Бетховен и Шуберт. Вторая половина XIX века ознаменовалась некоторым спадом интереса композиторов к квартетной форме (за некоторыми значимыми исключениями — в лице, прежде всего, Иоганнеса Брамса и Антонина Дворжака), однако на рубеже XX века этот интерес возродился — в частности, в творчестве авторов Второй венской школы. В русской музыке основы квартетной традиции были заложены А. П. Бородиным и П. И. Чайковским, продолжены С. И. Танеевым и А. К. Глазуновым, и в XX веке получили выдающееся развитие в квартетах Д. Д. Шостаковича.
Струнные квартеты композиторов второй половины XX века в подавляющем большинстве отходят от классической четырёхчастной структуры, которая сохраняется ещё в квартетах Арнольда Шёнберга. Теперь квартет может иметь любое количество частей, причём среди них может не быть ни одной сонатной. Очень распространяются одночастные формы, или многочастные с плавным переходом частей друг в друга (attacca). Ещё более радикально обновляется материал, в том числе благодаря штрихам. Уже в квартетных пьесах Веберна совершенно свободно и разнообразно используются такие приёмы звукоизвлечения, как флажолеты, col legno, sul ponticello; необычные для более ранней музыки быстрые пассажи, исполняемые пиццикато. В предельно сжатых веберновских пьесах такие штрихи могут чередоваться чуть ли не каждый такт, если не внутри одного такта (то же самое касается «Трёх пьес для струнного квартета» Игоря Стравинского, но там нет быстрой штриховой смены, так как особые виды звукоизвлечения используется для создания одного образа в течение всей пьесы; другой ранний пример — этапная «Лирическая сюита» Альбана Берга, особенно третья часть с её нервозными и стремительными коль леньо). К началу 1970-х годов (а для некоторых композиторов и ещё раньше: струнные квартеты Пендерецкого, например) эта тенденция развивается до того, что целые сочинения могут состоять почти только из нетрадиционных приёмов звукоизвлечения, которых стало гораздо больше (классический пример — Gran Torso Хельмута Лахенмана). Но даже наиболее радикальные сочинения в плане материала часто зиждились на совершенно академической, иногда даже школьной логике работы.
В противоположность этому имеется и ряд радикальных решений в области формообразования квартета при сохранении традиционного звуковысотного материала. Так, второй квартет Мортона Фелдмана может длиться более пяти часов. Борис Йоффе каждый день уже в течение многих лет пишет по одной пьесе для квартета, и каждая пьеса имеет свою логику развёртывания, диктуемую изначальной мыслью. Все эти тысячи коротеньких пьес становятся часть огромной «Книги квартетов» (нем. Quartettbuch). С другой стороны, учитель последнего, знаменитый немецкий композитор Вольфганг Рим, автор тринадцати струнных квартетов, мыслит в более ортодоксальных традициях этого жанра (материал у него бывает различным — от вполне традиционно-звуковысотного до авангардно-штрихового).
Следует упомянуть такие выдающиеся квартетные сочинения Витольда Лютославского и Луиджи Ноно (у обоих композиторов лишь по одному, но важнейшему для новейшей музыки опусу в данном жанре), шесть струнных квартетов (а также отдельные квартетные пьесы) Брайана Фернихоу, исключительно сложные для исполнителя, но чрезвычайно привлекательные для слушателя. Эллиотт Картер, продолжавший писать и после своего столетия, в пяти струнных квартетах (и в двух «Фрагментах») в той или иной степени сумел выразить некоторые фазы развития этого жанра в музыке второй половины XX века.